# KatoShoji
KatoShoji（カトーショージ）は、日本の女性二人組の音楽と朗読のコラボレーション・ユニット。

## 概要
Shoji(小路未央子)の紡ぐ言の葉と、Kato(加藤亜祐美)の奏でるピアノのコラボレーション・ユニット。コンセプトは「体感する絵本の世界」。Shojiによる絵本や詩などの朗読に、Katoがオリジナル曲を併せていくスタイルで活動している。ゲストの奏者・役者を招いて、音楽劇の形式を取ることや、デュオ以上の演奏になることも多い。
宮沢賢治の作品をこよなく愛しており、公演で取り上げることが多く、また作品の音楽朗読を集めたアルバムもリリースしている。

## メンバー
Shoji（小路未央子 しょうじ みおこ 9月14日 - ） ： 朗読、MC担当
ニックネームはみおぺ。富山県出身。関西外国語大学卒業。
高校生の時にNHK杯 全国高校放送コンテストの朗読部門で4位入賞したのをきっかけに、声の仕事を志す。大学では放送部に所属し、ラジオやMCとして活動。当時の先輩に大塚由美がいる。大学卒業後はラジオ番組の制作会社に所属し、イベントのDJなどを行っていたが、ある時、自分の原点に立ち返り、朗読を主な活動にする決意を固める。役者としては、伯母の友人でもあった石田太郎に師事していた。現在は、「あまりない低音ヴォイス」というキャッチコピーで、イベントのDJ、MC、ナレーションなど幅広く活動している。話し手としてのコンセプトは「勇気と癒し」。
好きな食べ物は甘いもの。
Kato（加藤亜祐美 かとう あゆみ 11月29日 - ） ： ピアノ、作曲担当
ニックネームはかとちん。千葉県出身。東京音楽大学ピアノ科卒業。東京芸術大学大学院ソルフェージュ科修士課程修了。
音楽教師をしていた母の影響で、3歳からピアノを始める。小学生の頃から、ピアノを弾くことを仕事にするという夢をもつ。高校1年生の時に、ちば音楽コンクールの高校生の部で優秀賞を受賞。音大進学後は、ヤマハ千葉店のピアノコンサートへの出演、オペラ歌手の伴奏ピアニストなどを務め、演奏家としてスタートを切る。大学院では、実践をふまえた音楽理論を研究し、この頃から作曲も手がけるようになる。現在ではCM、劇伴などへの楽曲提供も幅広く行っている。また「AyumiKato」名義でソロのミュージシャンとしても活動中。
好きな食べ物はラーメン。

## 来歴
- 2011年に、音楽と朗読のイベントで演者を募集していた際、小路が朗読、加藤が音楽を担当して知り合い、意気投合する。
- 2011年3月の東日本大震災で、仙台で仕事中だった小路が被災し、「一生懸命生きていても、人はある日突然命を持っていかれることがある」と衝撃を受ける。「せっかく活かされた命、自分の出来ることで皆を勇気づけることは出来ないか」と考えるようになり、加藤もそれに賛同。音楽と朗読のユニットを結成して活動していくことになった。[3]
- 2012年に初公演。
- 2013年に宮澤賢治の作品の音楽朗読を集めたファーストアルバムをリリース。
- BS日テレ、広島テレビ「ドリームTV」にて「紙の王国のキララ」公演紹介。
- 広島県とうかさん圓隆寺開催、第396年とうかさん大祭奉納公演。
- 2014年、ホットフィールド『For Camper 』枠出演。
- 2015年、第25回宮沢賢治賞・イーハトーブ賞の授賞式にて演奏。
- 2016年、黒部峡谷トロッコ列車【星空ツアー】内でアルバム「イーハトーブの箒星」がタイアップ。
- 2016年、Toyamaキラリ内富山市立図書館公演
- 2016年、東武宇都宮ホテルグランデオープン25周年記念イベント「飛び出す絵本・セロ弾きのゴーシュ」公演。
- 2017年、東武宇都宮ホテルグランデ音楽朗読劇「風の又三郎」公演。
- 2018年、陶作家中野真紀子氏とタイアップ公演「ひのきとひなげし」が宮沢賢治イーハトーブ館で開催。
- 2019年8月、『ひかりの素足』公演で映画音楽作曲家安川午朗氏・水彩画家甲描氏とのコラボレーション。
- 2020年6月、東京都『アートにエールを！』～或る星の唄～動画作品掲載。
- 2021年9月、京都嵐山野宮神社で奉納公演。
- 2022年11月、陶作家中野真紀子氏とタイアップ公演「虔十公園林」を開催。
- 2023年1月、富山県入善町『長い道』公演。
- 2024年10月、大分県宇佐市　朗読と音楽で体感する日本神話

## エピソード
- ユニット名は二人の名字から。ユニット名がなかなか決まらずに煮詰まっていたとき、二人で出かけたコンビニで「加藤商事(株)」の車を見掛けたのがきっかけで決定した。
- セカンドアルバム「空のめぐり、時のしらべ」のなかで、「くろゆり」は宮澤賢治作品ではなく、小路の亡くなった大叔母の作詩によるもの。小路の実家を訪ねた際、加藤がそれに即興で曲を付けたことで作品となった。歌い手は、二人の恩師であるオペラ歌手の上江法明。第9回公演にて初披露されたが、同氏がその翌年に逝去された為、本作は幻の一曲となってしまった。その公演の際の貴重な音源が、アルバムには収録されている。
- セカンドアルバム「空のめぐり、時のしらべ」に入っている「くろゆり」という作品は、小路の他界した大叔母の遺品の中から出てきた作品。加藤が小路の実家に行った際、即興曲を付けた。その後自主イベントにて二人の恩師であるバリトンの上江法明氏が「くろゆり」を歌いげ、その翌年に他界。イベントの時の歌声は幻の一曲となり、セカンドアルバムの中にイベント時に録音した歌声が綴られている。

## ディスコグラフィ
- 「イーハトーブの箒星」発売日：2013年12月2日
- 「空のめぐり、時のしらべ」発売日：2015年12月16日　レーベル：KTSJ　規格品番：KTSJ-001
- 「ひのきとひなげし」発売日：2018年7月22日　レーベル：KTSJ  規格品番：KTSJ-002